# Oligosporus xanthochlous
Oligosporus xanthochlous là một loài thực vật có hoa trong họ Cúc. Loài này được (Krasch.) Poljak. mô tả khoa học đầu tiên năm 1961.